# Женщины в Омане
Женщины в Омане исторически исключены из общественной жизни. Однако после изгнания оманцев в начале 1900-х и их возвращения в начале 1970-х, более современная часть населения находилась под влиянием британских колониальных ценностей во время их пребывания за границей, некоторые традиции постепенно изменялись в сторону большего гендерного равенства. В настоящее время женщины имеют право на карьеру и профессиональную подготовку, изменяя стиль жизни, в отличие от постоянного пребывания дома, как это было раньше. В Омане 17 октября каждый год отмечается Оманский женский день с проведением различных женских шествий.

## В политике
В 1970 году политическая и социальная атмосфера в Омане изменилась с появлением нового правителя, Султана Кабус бен Саида, сына консервативного Саида бин Теймура. После десятилетий стагнации и отсутствия роста экономических показателей, Кабус сверг своего отца в результате дворцового переворота и сразу же начал осуществлять социальные программы, введение в эксплуатацию больниц, клиник, школ и т.д. Много оманцев, которые находились за границей для обучения, возвращаются в страну для построения новой нации. Те из них, которые вернулись, также принесли с собою либеральную и открытую политику тех стран, в том числе идеи равных гендерных отношений.
Султан Кабус осуществил много реформ, которые в основном финансировались за счёт доходов нефтяной отрасли, и были направлены на развитие социальных благ. Он создал Меджлис аль Шура (Консультативный совет), представительный орган, избираемый народом и принимающий законодательные акты. Этот шаг дал людям больше контроля над властью, которая раньше полностью контролировалась королевской семьёй и назначаемым ею кабинетом. На выборах в сентябре 2000 года в Меджлис Шура были избраны 83 кандидата, в том числе две женщины. В 1996 году султан издал "Основной закон Султаната Оман", который стал конституцией. Этот документ даёт оманцам их основные гражданские свободы, а также гарантирует равенство и защиту согласно закону. В 2002 году всем оманцам старше 21 года было предоставлено всеобщее избирательное право.
Королевский указ султана в 2008 году дал женщинам равные права на владение землёй. Султан Кабус также подписал программы достойного труда, программы, направленные на повышение возможностей трудоустройства для женщин, и которые способствовали бы установлению справедливости, равенства и свободы, что планировали реализовать в период с 2010 по 2013 годы.